# Yezoceryx hengduanensis
Yezoceryx hengduanensis är en stekelart som beskrevs av Wang 1993. Yezoceryx hengduanensis ingår i släktet Yezoceryx och familjen brokparasitsteklar. Inga underarter finns listade i Catalogue of Life.